# Frank's White Canvas
Frank’s White Canvas es una banda de rock alternativo chilena fundada en Santiago en 2014 por Karin Aguilera (voz/guitarra) y Francisca “Pancha” Torés (batería). Su primer lanzamiento fue el 1 de septiembre de 2014 con la publicación de su primer EP Intuition.

## Biografía

### 2013-2014
Karin y Francisca son oriundas de Peñalolén en Santiago. Ambas se conocieron en el colegio por una competencia musical donde participaron de manera conjunta y entablaron amistad. Posterior a ello deciden iniciar una carrera musical juntas formando parte de una banda llamada Exist, finalmente deciden formar un dueto, dando vida a Frank´s White Canvas.

«La Karin iba en 4to medio y yo iba en 8vo básico. Fue en una guerra de bandas en un aniversario del colegio. Era un escenario muy extraño en que ninguna de las dos hubiésemos participado naturalmente, pero se dieron las cosas para que nos encontráramos ahí. Nos hicimos amigas y pasamos mucho tiempo conversando, haciendo otras bandas, hasta que ella salió del colegio y ahí nos decidimos a crear una banda solamente entre las dos, porque la visión que teníamos sobre la música la compartíamos solo nosotras.»
Francisca Torés

Como grupo ambas son líderes y no poseen representantes. Además son cabezas del grupo técnico y de producción y dirección de sus espectáculos en vivo.

### 2015-2019
En enero de 2015 lanzan su primer EP Intuition, en 2016 inician su trabajo para darse a conocer, realizando tocatas y filmando videoclips, en enero de 2017 inician una gira por Chile, por ciudades como Rancagua, Concepción, Valdivia y Puerto Montt. En 2018 postularon junto a 938 bandas al Mad Cool Festival de Madrid, pasaron entre las 65 preseleccionadas y finalmente ganaron. Ese mismo año lanzan su primer álbum en vivo, con recopilaciones de conciertos y presentaciones de Barcelona y Estados Unidos, donde se presentaron en lugares como el Whisky a Go Go.
En 2019 son seleccionadas como parte de los grupos a presentarse en Lollapalooza Chile 2019, siendo las encargadas de iniciar el festival.

### 2020: primer álbum de estudio
En noviembre de 2020 lanzan su primer álbum de estudio y realizan presentaciones en vivo y otras vía streaming debido a la pandemia de COVID-19 en Chile.

## Estilo
El dueto fluctúa desde el pop melódico hasta el rock metal. Dentro de su diversidad de influencias, destacan constantemente My Chemical Romance, Placebo, Oasis, Twenty One Pilots, Alter Bridge y David Bowie.
Debido a sus influencias y gustos musicales, decidieron cantar siempre en inglés, y optaron por buscar al productor Dimitri Tikovoi (The Horrors, Charlie XCX, Blondie y Ghost), para la producción de su álbum My Life, My Canvas (2020).
Sus letras son inspiradas mayormente, por temáticas como LGBTI y el veganismo entre otros.

## Discografía

### Álbumes
- We Exist (2018)
- My Life, My Canvas (2020)

### EP
- Intuition (2014)
- Exist (2016)

### Sencillos
- Tuesday Morning (2017)
- Sleep, Work, Eat (2019)
- One by One (2019)
- Easy to Forget (2020)
- Nobody Come (2020)

## Premios y nominaciones
| Año  | Premios          | Categoría                            | Trabajo            | Resultado nominación |
| ---- | ---------------- | ------------------------------------ | ------------------ | -------------------- |
| 2018 | Premios Escuchar | Sencillo del año                     | Tuesday Morning    | Ganadora             |
| 2018 | Mad Cool Talent  | Artista invitado a Mad Cool Festival | Exist              | Ganadora             |
| 2020 | Premios Musa     | Artista rock del año                 | My Life, My Canvas | Nominada             |
| 2020 | iRock.cl         | Mejor álbum de rock                  | My Life, My Canvas | Ganadora             |
| 2020 | Radio Futuro     | Álbum rock del año                   | My Life, My Canvas | Ganadora             |
| 2021 | Premios Pulsar   | Mejor artista rock                   | My Life, My Canvas | Ganadora             |